# Luciobarbus pectoralis
Luciobarbus pectoralis är en fiskart som först beskrevs av Heckel, 1843.  Luciobarbus pectoralis ingår i släktet Luciobarbus och familjen karpfiskar. Inga underarter finns listade i Catalogue of Life.